# Jean Baes

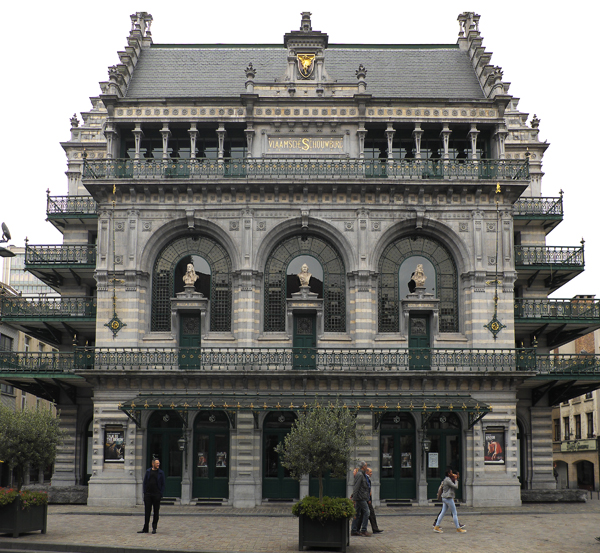
Buitenzijde KVS

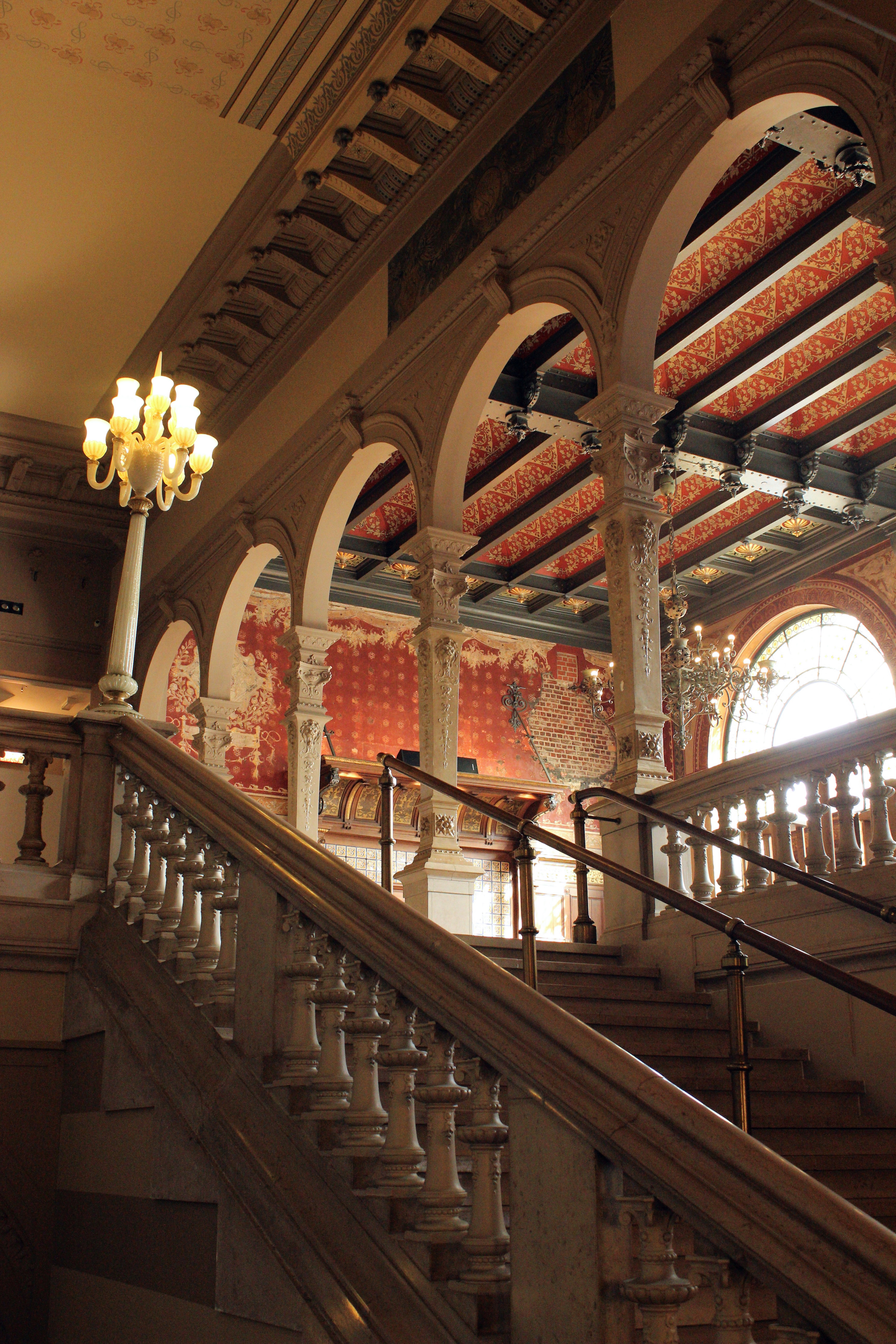
Interieur KVS

Jean Baptiste Pierre Baes (Brussel, 20 augustus 1848 – Elsene, 13 december 1914) was een architect, decorateur en aquarellist in het Belgische fin de siècle.

## Levensloop
Baes kwam uit een artistieke familie. Hij volgde een opleiding aan de Kunstacademie Brussel, zowel in decoratieve kunsten als in architectuur. Hij trouwde op 7 januari 1879 met Louise Vandeputte (1845-1928).
Na zijn studies ging hij aan de slag in de architectenbureaus van Charle-Albert, Alphonse Balat en vooral Emile Janlet. Meestal wordt Baes gerekend tot de neo-Vlaamse-renaissance, zoals bij zijn meesterwerk, de verbouwing van het voormalige stapelhuis tot Koninklijke Vlaamse Schouwburg. In dat gebouw verzoende hij het esthetische en artisanale met het functionele. Zo zijn de vooruitstrevende metaalconstructies van de evacuatiebalkons bijzonder decoratief. Voor het interieur werkte hij samen met zijn broer Henri.
In de periode 1876-96 was Baes leraar aan de academie waar hij gestudeerd had. Hij gaf onder meer les aan Paul Hankar en Victor Horta. In 1886 werd Baes de eerste onderdirecteur van de school voor decoratieve kunsten die onder impuls van Karel Buls werd opgericht binnen de academie. Hij pleitte voor osmose tussen ambachtslui en architecten. Hij had zelf het goede voorbeeld gegeven door als eerste in Brussel de sgraffitotechniek op grote schaal toe te passen (Huis Goblet d'Alviella, 1882).
Daarnaast was Baes een getalenteerd aquarelschilder, met uiteraard veel aandacht voor stadsgezichten en monumenten. In 1882 presenteerde hij 80 schilderijen die hij in Brussel gemaakt had. Het leverde hem het voorzitterschap op van de Association des Aquarellistes et Aquafortistes bruxellois. Vijftig van zijn aquarellen werden als lithografie gepubliceerd in de bundel Tours et tourelles historiques de la Belgique d'après les aquarelles de M. Jean Baes, architecte, sous-directeur à l'Ecole des Arts décoratifs de Bruxelles, Chevalier de l'Ordre de Léopold (ca. 1890).
In volle bloei werd de veelzijdige carrière van Baes gestopt door een zware ziekte. Hij leefde nog 19 jaar met zijn vrouw en twee kinderen in relatief isolement.

## Werk (selectie)
- 1879: Villa van Joseph Tasson (in 1910 afgebroken voor de aanleg van het Bossquare)
- 1880: Paviljoen voor de Compagnie des Bronzes (Nationale tentoonstelling van 1880)
- 1882: sgraffiti voor het Huis Goblet d'Alviella
- 1883-87: Koninklijke Vlaamse Schouwburg in de Lakensestraat, Brussel
- 1888: La Fleur des Dunes, Knokke (villa voor Alfred Verwee, gesloopt)
- 1889: Huis Baes, Van Moerstraat 12, Brussel
- 1893: hoekhuis Duquesnoystraat 31, Brussel

## Voetnoten
1. ↑  De kleurenlitho's van Goossens tonen zichten van Aalst, Antwerpen, Bergen, Blankenberge, Brugge, Brussel, Chimay, Diegem, Diest, Dinant, Doornik, Edingen, Geel, Gent, Halle, Heist, Herentals, Hoogstraten, Ieper, Kortrijk, Leuven, Lier, Luik, Mechelen, Namen, Oudenaarde, Sint-Truiden, Veurne, Visé, Walcourt, Zottegem en Zoutleeuw.

- Bibliothèque nationale de France: cb149687549 (data)
- International Standard Name Identifier: 0000 0003 8558 3163
- Nederlandse Thesaurus van Auteursnamen: 28188739X
- Système universitaire de documentation: 111685400
- Union List of Artist Names: 500125919
- Virtual International Authority File: 201543236
- WorldCat: E39PBJghpbGxPWfHxTF8vWKDbd